# Das kurze Leben des José Antonio Gutierrez
Das kurze Leben des José Antonio Gutierrez ist ein Dokumentarfilm von Heidi Specogna über einen der ersten Soldaten, der für die USA im Irakkrieg 2003 starb.

## Inhalt
Gutierrez stammte aus Guatemala und erhielt die US-amerikanische Staatsbürgerschaft erst posthum. Er kämpfte als „green card soldier“. Von den 300.000 Soldaten der Koalition der Willigen waren etwa 32.000 „green card soldiers“. Gutierrez starb im Friendly Fire.
Das kurze Leben des José Antonio Gutierrez erzählt Gutierrez' Kindheit durch Interviews mit denen, die ihn gekannt haben. Gutierrez wuchs als Straßenkind auf, wie viele Kinder, die ihre Eltern im Bürgerkrieg verloren hatten. Der Film erinnert daran, dass die CIA aktiv in diesen Krieg involviert war. Gutierrez fand schließlich Zuflucht in einem Waisenhaus und fand nach langem Suchen seine Schwester wieder.
Als er erwachsen wurde, beschloss er, in die USA zu emigrieren, da er Architekt werden wollte und keine Chance sah, diesen Traum in seinem Heimatland zu verwirklichen. Er war ein begabter Zeichner. Der Film folgt seiner Route von Guatemala nach Mexiko, wo in einer Herberge in Chiapas Migranten neue Kraft tanken für ihre weitere Reise. Er begleitet junge Frauen, die wie Gutierrez auf Güterzüge in Richtung USA springen, obwohl sie um die Risiken der Reise (Unfall, Beraubung, Vergewaltigung oder sogar Ermordung) wissen.
Erst beim dritten Mal schaffte er es, über die mexikanische Grenze in die USA einzuwandern. Dort konnte er die High School besuchen, da er jünger wirkte, als er war. Er galt als minderjährig und konnte daher nicht abgeschoben werden. Er erhielt die Green Card.
Nach der High School ging er zu den Marines. Dies überraschte einige seiner Bekannten, da er sich geweigert hatte, Englisch zu sprechen und stolz darauf war, Guatemalteke zu sein. Es scheint, dass er sich entschloss, sein Leben für ein Land zu riskieren, das er nicht als sein eigenes ansah, weil er nur so seinen Berufswunsch verwirklichen zu können glaubte.
Nach seinem Tod wurde seine Schwester vom US-amerikanischen Botschafter in Antigua persönlich darüber informiert. Die USA gewährten ihm ein Staatsbegräbnis, und seine Schwester erhielt ein Visum für die USA, das sie annahm.
Obwohl sich der Film auf Gutierrez und Guatemala konzentriert kann er, wie einige andere neuere Filme (z. B. Darwin’s Nightmare) auch als Allegorie auf die Globalisierung gesehen werden.

## Auszeichnungen und Nominierungen
- 2006 am Sundance Film Festival nominiert in der Kategorie Dokumentarfilm.
- 2007 gewann der Film den Schweizer Filmpreis in der Kategorie Bester Dokumentarfilm.
- 2007 war die Editorin des Films, Ursula Höf, beim Festival Filmplus für den Schnitt-Preis Dokumentarfilm nominiert.[1]
- 2008 erhielt der Film den Grimme-Preis in der Kategorie „Information & Kultur“